# Font d'Hèrcules (Reus)
La font d'Hèrcules és una font ornamental esculturada al municipi de Reus (el Baix Camp) inclosa en l'Inventari del Patrimoni Arquitectònic de Catalunya. Monument ubicat al centre de la plaça que pren el seu nom, una rotonda a l'inici del camí de Salou.

## Composició
Està formada per diverses parts; primer de tot trobem un basament octogonal que conserva encara les piques però ja no els brolladors, ja que en origen es feia servir com a font. Com a prolongació del basament s'aixeca un prisma amb una cornisa i un pedestal que suporta la figura de pedra de l'heroi romà. Hèrcules té un cos robust i musculós, els trets són durs, aconseguits gràcies al tractament donat al rostre, cabells i barba. Porta una pell de lleó a les espatlles i un escut de guerrer amb l'emblema de la vila com a símbols de poder. Tot el conjunt està tallat en pedra calcària.

## Història

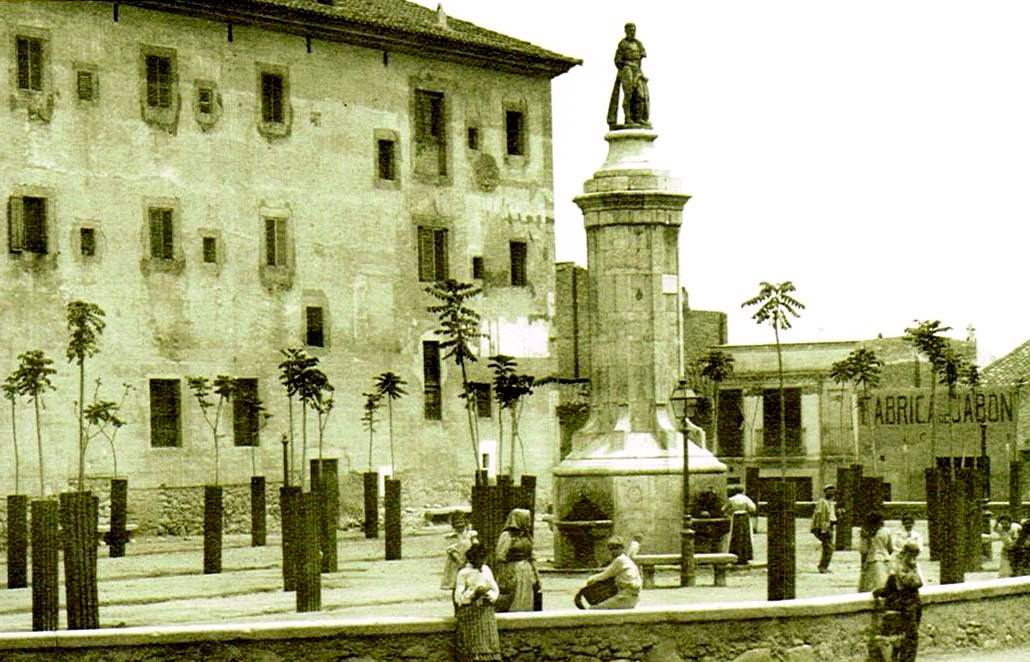
Plaça d'Hércules 1899

Al mateix monument hi figura la data de març de 1857, moment de la seva inauguració. L'alcalde Francesc Subirà Parera va fer anivellar l'hort de l'antic convent de sant Francesc, enderrocà uns murs de tancament, una part de les dependències del convent de Sant Francesc, convertí la zona en espai públic, i hi situà la font. Segons l'historiador reusenc Pere Anguera, la font va ser feta en recordança del títol de «ciutat esforçada» guanyat per Reus el 1843. El basament és un element arquitectònic característic del segle xviii, mentre que la talla de la figura, molt possiblement podria ser anterior. La seva primera ubicació va ser als jardins arbrats de la plaça de Sant Francesc. Després va quedar tancada al pati de l'Institut, quan la plaça es va convertir en camp d'esbarjo dels seus alumnes i quedà en un recinte privat, fins que se la va desplaçar a la situació actual quan es va reordenar el trànsit d'aquella zona amb la construcció d'una rotonda.